# Industrialisierung der Sowjetunion

„Arbeiter und Kolchosbäuerin“ von W. Muchina

Die Industrialisierung ist in der Geschichte der Sowjetunion in besonderem Maße mit den unter Josef Stalin getroffenen rücksichtslosen und brutalen staatlichen Zwangsmaßnahmen
verbunden. Während des ersten Fünfjahresplans der Jahre 1928–1932 erlebte die Sowjetunion dabei einen mit einem enormen Wirtschaftswachstum einhergehenden beispiellosen Transformationsprozess von einem nahezu reinen Agrarstaat zu einem Industriestaat. Die rasante Umstrukturierung der Sowjetunion und die zu erzielenden hohen Arbeitsleistungen gingen mit der Zwangskollektivierung und „Entkulakisierung“ des bäuerlichen Grundbesitzes einher.
Der Prozess der Industrialisierung begann bereits nach der Oktoberrevolution unter Lenin, der das Vorhaben mit dem Ausspruch „Kommunismus gleich Sowjetmacht plus Elektrifizierung des ganzen Landes“ pointierte.
Mit der wirtschaftlichen Entfaltung ging ein Aufstieg der Sowjetunion zu einer Weltmacht einher. Dazu gehörte die massive Aufrüstung der Streitkräfte, die in den 1930er Jahren vor dem Beginn des Zweiten Weltkrieges bereits ihren Anfang nahm.
Die Geschichte der Industrialisierung stellte eine der wichtigsten ideologischen Säulen des sowjetischen Staates dar.
Nach dem Zerfall der Sowjetunion ist die geschichtliche Bedeutung der Industrialisierung Gegenstand verschiedener Untersuchungen geworden. Dabei werden Ziele, Methoden, Mittel und die historisch bisher genannten Ergebnisse kritisch untersucht.

## Diskussionen in der Zeit der NEP
Bis 1928 verfolgte die Führung der Sowjetunion eine verhältnismäßig liberale ökonomische Politik, die unter der Bezeichnung NEP (Neue Ökonomische Politik (russ. NEP – Nowaja ekonomitscheskaja politika)) bekannt ist:
Die Schwerindustrie, das Transportwesen, die Banken, der Groß- und der Außenhandel waren verstaatlicht. Die Landwirtschaft, der Einzelhandel, der Dienstleistungssektor, die Nahrungsmittel- und die Leichtindustrie waren dagegen noch privatwirtschaftlich organisiert. Mit der NEP wurde zeitweilig von der eigentlichen kommunistischen Ideologie abgewichen, um die nach dem Bürgerkrieg völlig darniederliegende Wirtschaft des Landes zu regenerieren.
Die Sowjetunion war bis zum Beginn der 1930er Jahre außenpolitisch weitgehend isoliert und musste nach Ansicht Stalins mit militärischen Angriffen von außen rechnen. Die zügige Modernisierung der Streitkräfte, die unmittelbar von der Leistungsfähigkeit der sowjetischen Schwerindustrie abhing, war eines der vorrangigen Ziele der Staatsführung.
Einer der wichtigsten Gründe für diese Situation war nach Ansicht der Staatsführung die katastrophale Nahrungsmittelversorgung der städtischen Bevölkerung, die mit der mangelnden Bereitschaft der Bauern erklärt wurde, ausreichende Mengen an Nahrungsmitteln zu niedrigen Preisen für die Stadtbevölkerung herzustellen.
Zur Lösung dieser Problemlage wurden auf dem XIV. Parteitag der WKP(B) und dem III. Volksdeputiertenkongress im Jahre 1925 eine Umverteilung der Ressourcen zwischen dem „Land“ und der „Stadt“ zu Gunsten der (Schwer-)Industrie beschlossen.
Die Vorgehensweise zur Umsetzung dieses Beschlusses war in der Führung der Sowjetunion in den Jahren 1926 bis 1928 umstritten. So vertraten die Befürworter der „genetischen Sicht“, W. Basarow, W. Groman, N. Kondratjew, die Aufstellung eines Industrialisierungsplanes auf der Basis einer objektiven Bestandsaufnahme der aktuellen Situation in der Gesamtwirtschaft.
Die Anhänger der „teleologischen Sicht“ (G. Krschischanowski, W. Kuibyschew, S. Strumilin) stellten den Plan selbst als ein wichtiges formendes und strukturierendes Werkzeug für die Weiterentwicklung der sowjetischen Volkswirtschaft dar, das sich in erster Linie von den zu erreichenden Zielen leiten lassen sollte (siehe auch Planwirtschaft).
Unter den führenden Parteifunktionären der KP vertrat vor allem Nikolai Bucharin die „evolutionäre Herangehensweise“, der einflussreichste Vertreter der anderen Herangehensweise war Leo Trotzki, der auf einer beschleunigten Industrialisierung bestand.
Der Generalsekretär der WKP (B) Josef Stalin übernahm anfänglich die „genetische Sicht“, änderte seine Position aber nach dem Parteiausschluss Trotzkis.

## Der erste Fünfjahresplan
Über den ersten, vom 1. Oktober 1928 bis 1. Oktober 1933 gültigen Fünfjahresplan wurde auf der XVI. Konferenz der WKP (B) im April 1928 als über einen genau durchdachten und realisierbaren Aufgabenkomplex berichtet. Gemäß dem ersten Fünfjahresplan wurden nach seiner Bestätigung durch den V. Volksdeputiertenkongress der Sowjetunion im Mai 1929 eine Reihe ökonomischer, politischer, organisatorischer und ideologischer Maßnahmen eingeleitet, die der Industrialisierung den Status der wichtigsten staatlichen Doktrin verliehen und den Beginn der Epoche des „Großen Umbruches“ markierten.
Weil diese Industrialisierung weder durch Ausbeutung von Kolonien noch durch die Aufnahme von Krediten im Ausland zu finanzieren sei, habe die Bauernschaft einen „Tribut“ zu entrichten, so Stalin. Trotz Getreideknappheit exportierte die Sowjetunion das Getreide, um sich mit den durch die Ausfuhrerlöse generierten Geldmitteln Maschinen sowie technische Anlagen und Vorrichtungen kaufen zu können (sogenannte Hungerexporte). Die Bauern selbst sollten für die bei ihnen akquirierten Agrarprodukte kein volles Äquivalent erhalten. Stalin machte damit den ruralen Raum quasi zu einer internen Kolonie, aus der das notwendige Kapital für die Wirtschaftsentwicklung herauszuziehen sei. Die durch die Kollektivierung und Entkulakisierung maßgeblich mitausgelöste Hungersnot der Jahre 1932/33 (Holodomor) kostete nach Schätzungen des britischen Historikers Robert Conquest bis zu 14,5 Millionen Menschen das Leben.
Laut Stephen Kotkin spalteten sich die Arbeiter in die, die an den propagierten Traum vom Aufbau einer besseren Zukunft glaubten und solche, die es nicht taten. Der amerikanische Schriftsteller John Scott, der beim Bau des Stahlwerkes in Magnitogorsk mitarbeitete, berichtete, dass Magnitogorsk mit einem historisch beispiellosen Massenheroismus aufgebaut wurde, und jedermann fühlte er könne Geschichte machen. Kotkin urteilt, dass dieser Pathos echt und weit verbreitet war, jedoch wurden solche, die sich über die schlechten Lebens- und Arbeitsbedingungen beschwerten, ungeachtet ihrer tatsächlichen Herkunft als Kulaken und Klassenfeinde gebrandmarkt und diskriminiert. Emil Lederer, der sehr kritisch gegenüber dem Bolschewismus war und ihn ablehnte, war 1932 nach einer Reise in die Sowjetunion beeindruckt von der Kraftentfaltung des sowjetischen Volkes die Industrialisierung gegen fast unüberwindliche Widerstände durchzuführen, etwas das andere Länder nur im Krieg, und somit für die Zerstörung entfaltet haben. Er traf allen Ortens auf eine grenzenlose Begeisterung für die Technik.
Die Maschinen wurden mit dem Pjatakov-Abkommen hauptsächlich in Deutschland gekauft.
Andererseits trug der erste Fünfjahresplan wesentlich dazu bei, dass die Sowjetunion den Deutsch-Sowjetischen Krieg gewann. Durch die Industrialisierung konnten viel mehr Waffen produziert werden und es entstanden Fabriken in Gegenden der Sowjetunion, die trotz der anfänglichen Erfolge des Unternehmens Barbarossa außerhalb der Reichweite deutscher Truppen lagen. Laut dem Ökonom Andreas Predöhl war die aus militärpolitischen Gründen erfolgte Verschiebung der Industrieansiedlungen in das östliche Hinterland wirtschaftlich ineffizient, und Hans-Heinrich Nolte meint wenn die sowjetische Führung Angriffspläne auf Westeuropa gehabt hätte, hätte sie stattdessen den Donbass und Tula entwickeln müssen, und sie hat die wahren Machtverhältnisse bei der Entscheidung vermutlich angemessen eingeschätzt.